# Dokończak
Dokończak (Amphotis) – rodzaj chrząszczy z rodziny łyszczynkowatych i podrodziny Nitidulinae. Holarktyczny. Obejmuje dziewięć opisanych gatunków.

## Morfologia
Chrząszcze o ciele owalnym w zarysie, stosunkowo szerokim, umiarkowanie wysklepionym, długości od 3 do 7,5 mm. Grzbietowa strona ciała jest prawie całkiem naga. Głowa ma oczy porośnięte krótkimi i rzadko rozmieszczonymi włoskami. Czułki mają trzonek po stronie wewnętrznej silnie rozszerzony w niemal okrągły do prawie czworokątnego płat. Warga górna nie jest przyrośnięta do puszki głowowej. Żuwaczki mają rozszerzone krawędzie zewnętrzne. Przedplecze ma krawędź przednią głęboko wykrojoną, a krawędzie boczne z szerokim, rynienkowatym obrzeżeniem, niewykrojone przed tylnymi kątami. Wszystkie punkty na dysku przedplecza są zbliżonych rozmiarów. Każda pokrywa ma pięć wyraźnie wykształconych żeberek. Międzyrzędy mają punktowanie przynajmniej miejscami rozmieszczone w stosunkowo regularnych szeregach. Odnóża środkowej i tylnej pary mają po dwie listewki na zewnętrznych krawędziach goleni.

## Ekologia i występowanie
Zarówno larwy, jak i postacie dorosłe są głównie saproksylicznymi mykofagami. Postacie dorosłe oprócz grzybów, żerują także na nektarze, wypływających ze zranionych drzew soku, a wiosnę chętnie spędzają w gniazdach mrówek (inkwilinizm fakultatywny), gdzie uderzają czułkami w wargę górną robotnic i dzięki temu są przez nie karmione płynną zawartością wola (trofalaksja). 
Rodzaj holarktyczny, w nearktycznej Ameryce Północnej reprezentowany przez dwa gatunki, a w Palearktyce przez cztery gatunki, z których trzy obecne są w Europie. W Polsce występuje tylko dokończak płaskobrzegi.

## Taksonomia
Takson ten wprowadzony został w 1843 roku przez Wilhelma Ferdinanda Erichsona. Zalicza się doń dziewięć opisanych gatunków:
- †Amphotis bella Heer, 1847[11]
- ✝Amphotis depressa Theobald, 1937
- Amphotis marginata (Fabricius, 1781) – dokończak płaskobrzegi
- Amphotis martini C.Brisout de Barneville, 1878
- †Amphotis oeningensis Heer, 1862[12]
- Amphotis orientalis Reiche, 1861
- Amphotis schwarzi Ulke, 1887
- Amphotis ulkei LeConte, 1866
- Amphotis tenorioi Plata-Negr. et Prendes-Ay., 1980

Znany zapis kopalny rodzaju sięga oligocenu.